# Structuurmotief

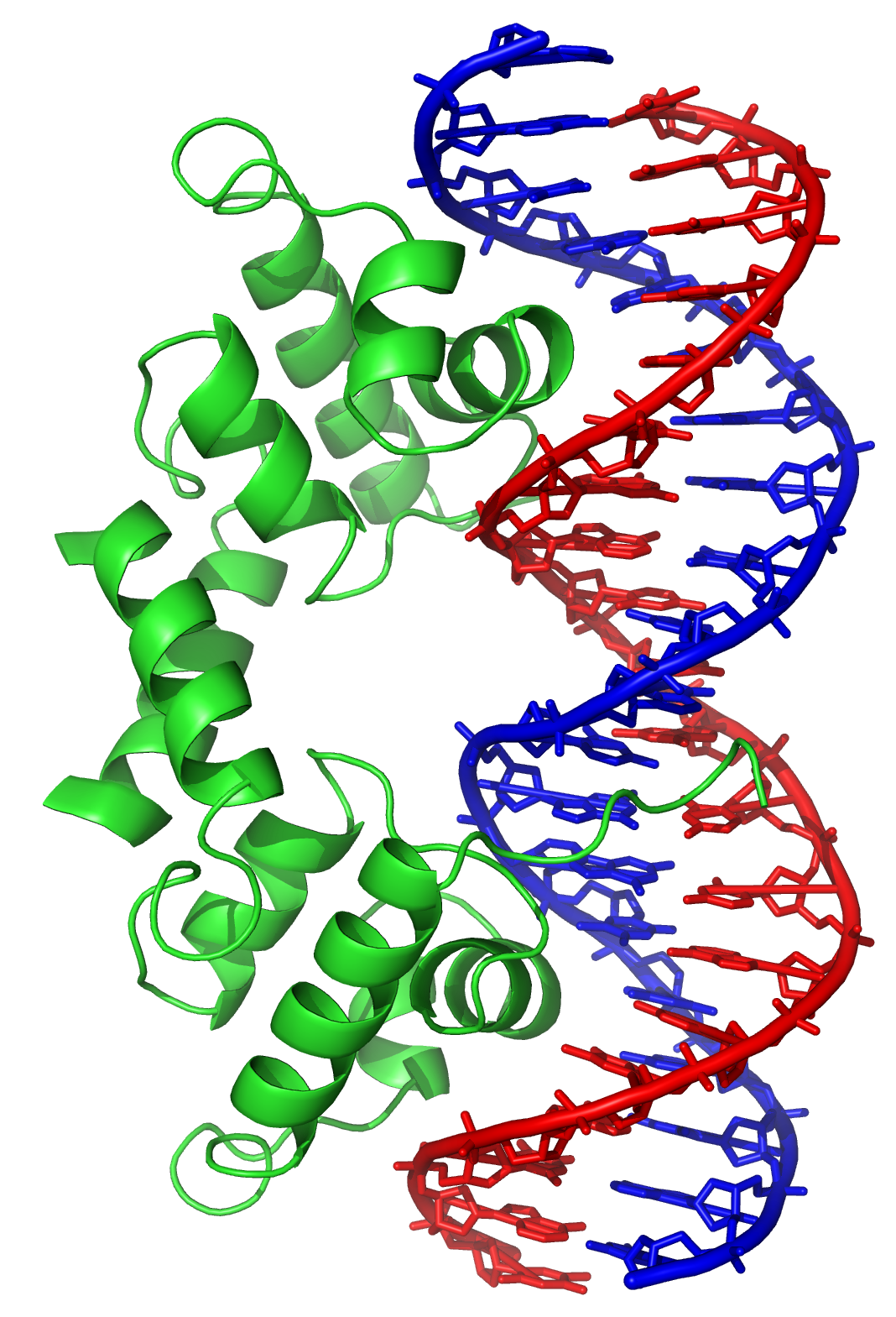
Het repressoreiwit van de lamda-bacteriofaag bindt met een helix-draai-helix-motief (groen) aan DNA (blauw en rood), volgens PDB

Een structuurmotief of structureel motief is een kort segment in de aminozuursequentie van een op een keten lijkend biologisch molecuul, zoals een eiwit of nucleïnezuur. Uit het structuurmotief kan de biologische functie niet afgelezen worden, omdat ze in eiwitten en enzymen met verschillende functies voorkomen.

## Structuurmotieven in eiwitten
Structuurmotieven in eiwitten bestaan gewoonlijk uit slechts enkele elementen. Zo heeft de helix-draai-helix (Engels: helix-turn-helix) drie elementen. Hoewel de ruimtelijke sequentie van elementen gelijk is bij alle gevallen waar sprake is van een eiwitdomein, ze in elke volgorde binnen het betrokken gen gedecodeerd kunnen worden. Structuurmotieven bevatten vaak lussen (Engels: loops) van variabele lengte met een niet gespecificeerde structuur, waardoor er de noodzakelijke rek in zit om twee elementen bij elkaar te brengen, ook al zitten die niet in de onmiddellijke nabijheid van de te coderen DNA-sequenties van het gen. Ook als twee genen voor secundaire structurele elementen van een motief in dezelfde volgorde coderen, kunnen ze toch iets verschillende sequenties van aminozuren specificeren.